# Mouncif El Haddaoui
Mouncif El Haddaoui (21 ottobre 1964 – 15 aprile 2024) è stato un calciatore marocchino, di ruolo centrocampista.

## Carriera

### Nazionale
Con la Nazionale marocchina prese parte ai Mondiali 1986.